# Amphimedon
Amphimedon är ett släkte av svampdjur. Amphimedon ingår i familjen Niphatidae.

## Dottertaxa tillAmphimedon, i alfabetisk ordning[1]
- Amphimedon aculeata
- Amphimedon aitsuensis
- Amphimedon alata
- Amphimedon brevispiculifera
- Amphimedon caribica
- Amphimedon cellulosa
- Amphimedon chinensis
- Amphimedon chloros
- Amphimedon complanata
- Amphimedon compressa
- Amphimedon conferta
- Amphimedon cristata
- Amphimedon decurtata
- Amphimedon delicatula
- Amphimedon denhartogi
- Amphimedon dura
- Amphimedon elastica
- Amphimedon erina
- Amphimedon flexa
- Amphimedon lamellata
- Amphimedon leprosa
- Amphimedon maresi
- Amphimedon massalis
- Amphimedon micropora
- Amphimedon minuta
- Amphimedon mollis
- Amphimedon navalis
- Amphimedon ochracea
- Amphimedon paradisus
- Amphimedon paraviridis
- Amphimedon queenslandica
- Amphimedon reticulosa
- Amphimedon robusta
- Amphimedon rubens
- Amphimedon rubida
- Amphimedon rubiginosa
- Amphimedon rudis
- Amphimedon spiculosa
- Amphimedon spinosa
- Amphimedon strongylata
- Amphimedon subcylindrica
- Amphimedon sulcata
- Amphimedon tenera
- Amphimedon trindanea
- Amphimedon viridis
- Amphimedon zamboangae